# Nenets del bosc
El nenets del bosc o iurac del bosc (autònim: ненэцяʼ вада) és la llengua dels iuracs (també anomenats nenets), que viuen a l'àrea de bosc dels districtes russos de Iamàlia i Khàntia-Mànsia. Tradicionalment se'l considera un dialecte de la llengua nenets, però des dels principis dels anys 1990 és més comú considerar que és una llengua independent membre de la família nenets, juntament amb el nenets de la tundra.